# Вакереча Фаторија (Арецо)
Вакереча Фаторија је насеље у Италији у округу Арецо, региону Тоскана.
Према процени из 2011. у насељу је живело 23 становника. Насеље се налази на надморској висини од 143 м.